# The Future Now
The Future Now è un album discografico del cantante britannico Peter Hammill, pubblicato nel settembre 1978 dall'etichetta discografica Charisma Records.

## Tracce
Testi e musiche di Peter Hammill.
1. Pushing Thirty – 4:18
2. The Second Hand – 3:26
3. Trappings – 3:30
4. The Mousetrap – 4:05
5. Energy Vampires – 2:53
6. If I Could – 4:34
7. The Future Now – 4:10
8. Still In The Dark – 3:35
9. Mediaevil – 3:04
10. A Motor-Bike In Africa – 3:09
11. The Cut – 4:19
12. Palinurus – 3:43

### Tracce bonus della rimasterizzazione del 2006
1. If I Could – 4:36 – registrata dal vivo all'All Souls Unitarian Church di Kansas City il 16 febbraio 1978
2. The Mousetrap (Caught In) – 4:05 – registrata dal vivo all'All Souls Unitarian Church di Kansas City il 16 febbraio 1978

## Musicisti
- Peter Hammill - voce, chitarra, tastiere
- Graham Smith - violino
- David Jackson - sassofono